# Unione Sportiva Alessandria Calcio 1912 2023-2024
Questa voce raccoglie le informazioni riguardanti l'Unione Sportiva Alessandria Calcio 1912 nelle competizioni ufficiali della stagione 2023-2024.

## Stagione
Il 14 maggio 2023 la società passa ufficialmente da Luca Di Masi ad Enea Benedetto (60%) e Alain Pedretti (40%). I mesi seguenti si rivelano molto complicati per l'Alessandria, a causa di litigi tra i soci e caratterizzati dalla cessione dei giocatori più importanti che, nella stagione precedente, avevano portato alla salvezza. In chiusura di mercato vengono, tuttavia, acquistati molti giocatori a completamento della rosa. L'Alessandria esordisce in campionato in casa nel derby del Quadrilatero contro il Novara, pareggiando 0-0. In seguito, 3 sconfitte consecutive portano all'esonero dell'allenatore Fulvio Fiorin, sostituito da Vitantonio Zaza, già allenatore della formazione Under-15. Zaza, alla guida dei Grigi, colleziona due sconfitte in campionato e una vittoria di Coppa Italia Serie C (2-0 contro la Pergolettese). Con la squadra all'ultimo posto in classifica (un solo punto in 7 partite) e la società in forte difficoltà finanziaria, Enea Benedetto e Alain Pedretti cedono tutte le quote alla società Alessandria 2023 S.r.l. guidata dall'imprenditore Andrea Molinaro. Molinaro assumerà gradualmente la carica di Amministratore Delegato e poi di Presidente. Nonostante vari cambi di allenatore, la squadra retrocede matematicamente in Serie D il 6 aprile 2024.

## Divise e sponsor
Lo sponsor tecnico è Adidas. Main sponsor: Vectorium (girone di andata), Gruppo Maestri (girone di ritorno). Second sponsor: Chieppa Building & Construction

## Organigramma societario
- Presidente: Andrea Molinaro
- Vicepresidente: William Rubba
- Direttore Generale: Giulio Maione
- Consigliere: Marco Gatto
- Consigliere: Francesco Gambino
- Consigliere: Luca Davini

Area Organizzativa
- Direttore Organizzativo: Filippo Marra Cutrupi
- Segretario Generale/Sportivo: Filippo Marra Cutrupi
- Segretaria Amministrativa: Federica Rosina
- Delegato Gestione Eventi: Alessandro Rapisarda
- Responsabile rapporti con la tifoseria: Gregorio Mazzone

Area Comunicazione 
- Addetto Stampa: Filippo Marra Cutrupi
- Social Media: Davide Ottonello
- Ticketing e Merchandising: Alice Pizzi
- Speaker stadio: Maurizio Vercelli

Area Sanitaria
- Responsabile Medico: Dott. Biagio Polla
- Medico Sociale: Dott. Silvio Testa
- Fisioterapista: Simone Conti
- Osteopata: Jacopo Capocchiano

Area Tecnica
- Direttore Sportivo: Giorgio Danna
- Team Manager: Roberto Venturini
- Allenatore: Fulvio Fiorin (1ª-4ª), poi Vitantonio Zaza (5ª-6ª), poi Marco Banchini (7ª-14ª), poi Sergio Pirozzi (15ª-19ª), poi
- Allenatore in seconda:
- Match Analyst: Gianmarco Ievoli
- Preparatore dei portieri: Andrea Servili
- Preparatore atletico: Daniele Menco
- Magazziniere: Gianfranco Sguaizer

## Rosa
Aggiornata al 1 settembre 2023.
| N. |                      | Ruolo | Calciatore         |
| -- | -------------------- | ----- | ------------------ |
| 1  | Italia (bandiera)    | P     | Alessandro Farroni |
| 2  | Italia (bandiera)    | D     | Stefano Crivellaro |
| 3  | Italia (bandiera)    | D     | Enrico Rossi       |
| 4  | Italia (bandiera)    | C     | Marco Nichetti     |
| 5  | Italia (bandiera)    | D     | Francesco Cusumano |
| 6  | Spagna (bandiera)    | D     | Ían Soler          |
| 7  | Albania (bandiera)   | A     | Marwen Gazoul      |
| 8  | Grecia (bandiera)    | D     | Arensi Rota        |
| 9  | Spagna (bandiera)    | A     | Óscar Siafá        |
| 10 | Italia (bandiera)    | A     | Mattia Pagliuca    |
| 11 | Italia (bandiera)    | A     | Gennaro Anatriello |
| 33 | Italia (bandiera)    | P     | Andrea Spurio      |
| 15 | Italia (bandiera)    | A     | Antonio Ronci      |
| 17 | Albania (bandiera)   | D     | Ertijon Gega       |
| 18 | Italia (bandiera)    | C     | Lorenzo Pellegrini |
| 19 | Gambia (bandiera)    | A     | Khalifa Manneh     |
| 20 | Argentina (bandiera) | A     | Nicolàs Femia      |
| 21 | Italia (bandiera)    | D     | Leonardo Nunzella  |

| N. |                        | Ruolo | Calciatore            |
| -- | ---------------------- | ----- | --------------------- |
| 22 | Italia (bandiera)      | P     | Rosario Rizzitano     |
| 23 | Italia (bandiera)      | D     | Simone Ciancio        |
| 24 | Italia (bandiera)      | C     | Alessandro Mastalli   |
| 26 | Senegal (bandiera)     | D     | Ndir Mame Ass         |
| 30 | Italia (bandiera)      | D     | Diego Gueli           |
| 31 | Italia (bandiera)      | D     | Luca Ercolani         |
| 32 | Italia (bandiera)      | D     | Lorenzo Giubilato     |
| 16 | Francia (bandiera)     | D     | Théo Parrinello       |
| 39 | Italia (bandiera)      | C     | Jeremy Mariello       |
| 66 | Italia (bandiera)      | C     | Alfonso Sepe          |
| 72 | Stati Uniti (bandiera) | C     | Claudio Vaughn        |
| 77 | Italia (bandiera)      | A     | Patrizio Zerbo        |
| 80 | Italia (bandiera)      | C     | Orso Maria De Ponti   |
| 90 | Italia (bandiera)      | A     | Michele Volpe         |
| 99 | Italia (bandiera)      | P     | Edoardo Piana         |
| 14 | Italia (bandiera)      | A     | Alessandro Pellitteri |
|    | Italia (bandiera)      | D     | Raffaele Annunziata   |
|    | Italia (bandiera)      | P     | Luca Liverani         |

## Calciomercato

### Sessione estiva (dall'1/7 all'1/9)
| Acquisti | Acquisti            | Acquisti           | Acquisti      |
| R.       | Nome                | da                 | Modalità      |
| -------- | ------------------- | ------------------ | ------------- |
| P        | Ramon Virano        | Chieri             | definitivo    |
| P        | Edoardo Piana       | Udinese            | prestito      |
| D        | Daniele Belgiovine  | Cosenza            | definitivo    |
| D        | Lorenzo Giubilato   | Pro Sesto          | definitivo    |
| D        | Ndir Mame Ass       | Ternana            | prestito      |
| D        | Théo Parrinello     | SO Cholet          | definitivo    |
| D        | Simone Ciancio      | Novara             | definitivo    |
| D        | Ertijon Gega        | Sampdoria          | prestito      |
| D        | Claudio Vaughn      | Virtus Francavilla | prestito      |
| D        | Luca Ercolani       | Fidelis Andria     | definitivo    |
| D        | Enrico Rossi        | Lecco              | definitivo    |
| C        | Alfonso Sepe        | Sampdoria          | prestito      |
| C        | Alessandro Mastalli | Lucchese           | definitivo    |
| A        | Gennaro Anatriello  | Bologna            | prestito      |
| A        | Matteo Pagliuca     | Bologna            | prestito      |
| A        | Antonio Ronci       | Pro Vercelli       | definitivo    |
| A        | Michele Volpe       | Juve Stabia        | definitivo    |
| A        | Kalifa Manneh       | Perugia            | definitivo    |
| A        | Simone Palombi      | Pordenone          | fine prestito |

| Cessioni | Cessioni               | Cessioni         | Cessioni      |
| R.       | Nome                   | a                | Modalità      |
| -------- | ---------------------- | ---------------- | ------------- |
| P        | Cristian Marietta      | AlbinoLeffe      | definitivo    |
| D        | Simone Sini            | Monterosi Tuscia | definitivo    |
| D        | Lorenzo Checchi        | Forlì            | definitivo    |
| D        | Alessio Sabbione       | Triestina        | fine prestito |
| D        | Christophe Renault     | Viterbese        | fine prestito |
| D        | Matteo Baldi           | Triestina        | fine prestito |
| D        | Niccolò Bellucci       | SPAL             | fine prestito |
| C        | Mattia Speranza        | Novara           | definitivo    |
| C        | Luca Guidetti          | Varesina         | definitivo    |
| C        | Guillaume Renault      | Atalanta         | fine prestito |
| C        | Antonio Mionic         | Milan            | fine prestito |
| C        | Luca Lombardi          | Pescara          | fine prestito |
| C        | Fausto Perseu          | Cremonese        | fine prestito |
| A        | Alessandro Galeandro   | Lecco            | definitivo    |
| A        | Riccardo Martignago    | Sorrento         | definitivo    |
| A        | Simone Palombi         | Padova           | definitivo    |
| A        | Sascha Cori            | Livorno          | definitivo    |
| A        | Daniele Lamesta        | Rimini           | definitivo    |
| A        | Federico Pagani        | Atalanta U23     | fine prestito |
| A        | Henoc N'Gbesso         | Spezia           | fine prestito |
| A        | Youssouph Cheikh Sylla | Pordenone        | fine prestito |

### Sessione invernale (dal 1/1 al 31/1)
| Acquisti | Acquisti | Acquisti | Acquisti |
| R.       | Nome     | da       | Modalità |
| -------- | -------- | -------- | -------- |

| Cessioni | Cessioni | Cessioni | Cessioni |
| R.       | Nome     | a        | Modalità |
| -------- | -------- | -------- | -------- |

## Risultati

### Serie C

#### Girone di andata
| Alessandria 3 settembre 2023, ore 20:45 CEST 1ª giornata | Alessandria                 | 0 – 0 referto | Novara | Stadio Giuseppe Moccagatta (2,126 spett.)\| Arbitro: \| Bordin (Bassano del Grappa) \| |
| Arbitro:                                                 | Bordin (Bassano del Grappa) |               |        |                                                                                        |

| Arbitro: | Maccarini (Arezzo) |

|                        |           |            |
| Faedo 36’ Cabianca 54’ | Marcatori | 47’ Gazoul |

| Arbitro: | Virgilio (Trapani) |

|                |           |                        |
| Anatriello 26’ | Marcatori | 12’ Liguori 90’ Favale |

| Arbitro: | D'Eusanio (Faenza) |

|                |           |  |
| Antoniazzi 30’ | Marcatori |  |

| Arbitro: | Di Reda (Molfetta) |

|  |           |                                         |
|  | Marcatori | 30’ Malotti 90+2’ Poledri 90+4’ Capelli |

| Arbitro: | Mazzoni (Prato) |

|  |           |                              |
|  | Marcatori | 43’ (aut.) Rota 74’ Barranca |

| Arbitro: | Zago (Conegliano) |

|                              |           |  |
| Nichetti 3’ (aut.) Fiori 56’ | Marcatori |  |

| Arbitro: | Centi (Terni) |

|                      |           |  |
| Siafá 39’ Gazoul 87’ | Marcatori |  |

| Zanica 22 ottobre 2023, ore CEST 9ª giornata | AlbinoLeffe        | 0 – 0 referto | Alessandria | AlbinoLeffe Stadium (600 spett.)\| Arbitro: \| Iannello (Messina) \| |
| Arbitro:                                     | Iannello (Messina) |               |             |                                                                      |

| Arbitro: | Angelillo (Nola) |

|                            |           |  |
| Siafá 3’ Mastalli 50’, 54’ | Marcatori |  |

| Arbitro: | Di Cicco (Lanciano) |

|               |           |            |
| Trainotti 26’ | Marcatori | 67’ Gazoul |

| Arbitro: | Mucera (Palermo) |

|  |           |                    |
|  | Marcatori | 9’, 44’, 87’ Redan |

| Arbitro: | Viapiana (Catanzaro) |

|  |           |                      |
|  | Marcatori | 9’ Nichetti 21’ Sepe |

| Arbitro: | Ursini (Pescara) |

|              |           |                            |
| Mastalli 37’ | Marcatori | 83’ Fumagalli 94’ Franzoni |

| Arbitro: | Castellone (Napoli) |

|                       |           |  |
| Haoudi 37’ Maggio 86’ | Marcatori |  |

| Arbitro: | Poli (Verona) |

|  |           |             |
|  | Marcatori | 37’ Alberti |

| Arbitro: | Totaro (Lecce) |

|            |           |             |
| Renault 7’ | Marcatori | 75’ Foresta |

| Alessandria 17 dicembre 2023, ore CET 18ª giornata | Alessandria     | 0 – 0 | Legnago | Stadio Giuseppe Moccagatta (615 spett.)\| Arbitro: \| Rispoli (Locri) \| |
| Arbitro:                                           | Rispoli (Locri) |       |         |                                                                          |

| Arbitro: | Emmanuele (Pisa) |

|                   |           |  |
| J. Pellegrini 61’ | Marcatori |  |

#### Girone di ritorno
| Arbitro: | Lovison (Padova) |

|                |           |  |
| Scappini 90+1’ | Marcatori |  |

| Arbitro: | Cavaliere (Paola) |

|  |           |               |
|  | Marcatori | 75’ Casarotto |

| Arbitro: | Galipò (Firenze) |

|            |           |  |
| Liguori 2’ | Marcatori |  |

| Alessandria 28 gennaio 2024, ore CET 23ª giornata | Alessandria     | 0 – 0 | Arzignano Valchiampo | Stadio Giuseppe Moccagatta (706 spett.)\| Arbitro: \| Luongo (Napoli) \| |
| Arbitro:                                          | Luongo (Napoli) |       |                      |                                                                          |

| Arbitro: | Cappai (Cagliari) |

|                          |           |            |
| Taugourdeau 19’ Iori 39’ | Marcatori | 79’ Gazoul |

| Arbitro: | Mirabella (Napoli) |

|             |           |                      |
| Bruschi 59’ | Marcatori | 34’ Samele 54’ Siafá |

| Arbitro: | Centi (Terni) |

|  |           |             |
|  | Marcatori | 14’ Bombagi |

| Arbitro: | Nigro (Prato) |

|                       |           |  |
| Panada 34’ Capone 49’ | Marcatori |  |

| Arbitro: | Iacobellis (Pisa) |

|  |           |          |
|  | Marcatori | 45’ Gusu |

| Arbitro: | Gemelli (Messina) |

|  |           |              |
|  | Marcatori | 90+5’ Samele |

| Arbitro: | Vogliacco (Bari) |

|  |           |              |
|  | Marcatori | 30’ Satriano |

| Arbitro: | Cerbasi (Arezzo) |

|                                   |           |              |
| Lescano 42’ Correia 68’ Redan 79’ | Marcatori | 47’ Nunzella |

| Arbitro: | Gianquinto (Parma) |

|  |           |             |
|  | Marcatori | 54’ Bocalon |

| Arbitro: | Viapiana (Catanzaro) |

|                                 |           |  |
| Franzoni 31’ 46’ Pinto 46’, 62’ | Marcatori |  |

| Arbitro: | Gigliotti (Cosenza) |

|                |           |           |
| Mustacchio 24’ | Marcatori | 65’ Soler |

| Arbitro: | Peletti (Crema) |

|                       |           |  |
| Nelli 46’ Alberti 48’ | Marcatori |  |

| Arbitro: | Ramondino (Palermo) |

|              |           |                  |
| Mastalli 15’ | Marcatori | 5’, 25’ Castelli |

| Legnago 21 aprile 2024, ore CEST 37ª giornata | Legnago               | 0 – 0 | Alessandria | Stadio Mario Sandrini (600 spett.)\| Arbitro: \| Catanzaro (Catanzaro) \| |
| Arbitro:                                      | Catanzaro (Catanzaro) |       |             |                                                                           |

| Arbitro: | Zoppi (Firenze) |

|                    |           |                                   |
| Busatto 37’ (rig.) | Marcatori | 89’ Busato 90+5’ (rig.) F.Ferrari |

### Coppa Italia Serie C
| Arbitro: | Zanotti (Rimini) |

|                                 |           |  |
| Anatriello 90+1’ Pagliuca 90+3’ | Marcatori |  |

| Arbitro: | Diop (Treviglio) |

|                                          |           |  |
| Di Santo 38’ Faggioli 74’ Clemenza 90+2’ | Marcatori |  |

## Statistiche

### Statistiche di squadra
Statistiche aggiornate al 24 settembre
| Competizione         | Punti | In casa | In casa | In casa | In casa | In casa | In casa | In trasferta | In trasferta | In trasferta | In trasferta | In trasferta | In trasferta | Totale | Totale | Totale | Totale | Totale | Totale | D.R. |
| Competizione         | Punti | G       | V       | N       | P       | Gf      | Gs      | G            | V            | N            | P            | Gf           | Gs           | G      | V      | N      | P      | Gf     | Gs     | D.R. |
| -------------------- | ----- | ------- | ------- | ------- | ------- | ------- | ------- | ------------ | ------------ | ------------ | ------------ | ------------ | ------------ | ------ | ------ | ------ | ------ | ------ | ------ | ---- |
| Serie C              | 1     | 3       | 0       | 1       | 2       | 1       | 5       | 2            | 0            | 0            | 2            | 1            | 3            | 5      | 0      | 1      | 4      | 2      | 8      | -6   |
| Coppa Italia Serie C | -     | 0       | 0       | 0       | 0       | 0       | 0       | 0            | 0            | 0            | 0            | 0            | 0            | 0      | 0      | 0      | 0      | 0      | 0      | 0    |
| Totale               | -     | 3       | 0       | 1       | 2       | 1       | 5       | 2            | 0            | 0            | 2            | 1            | 3            | 5      | 0      | 1      | 4      | 2      | 8      | -6   |

### Andamento in campionato
| Giornata  | 1  | 2  | 3  | 4  | 5  | 6  | 7  | 8  | 9  | 10 | 11 | 12 | 13 | 14 | 15 | 16 | 17 | 18 | 19 | 20 | 21 | 22 | 23 | 24 | 25 | 26 | 27 | 28 | 29 | 30 | 31 | 32 | 33 | 34 | 35 | 36 | 37 | 38 |
| --------- | -- | -- | -- | -- | -- | -- | -- | -- | -- | -- | -- | -- | -- | -- | -- | -- | -- | -- | -- | -- | -- | -- | -- | -- | -- | -- | -- | -- | -- | -- | -- | -- | -- | -- | -- | -- | -- | -- |
| Luogo     | C  | T  | C  | T  | C  | C  | T  | C  | T  | C  | T  | C  | T  | C  | T  | C  | T  | C  | T  | T  | C  | T  | C  | T  | T  | C  | T  | C  | T  | C  | T  | C  | T  | C  | T  | C  | T  | C  |
| Risultato | N  | P  | P  | P  | P  | P  | P  | V  | N  | V  | N  | P  | V  | P  | P  | P  | N  | N  | P  | P  | P  | P  | N  | P  | V  | P  | P  | P  | V  | P  | P  | P  | P  | N  | P  | P  | N  | P  |
| Posizione | 12 | 18 | 18 | 19 | 20 | 20 | 20 | 19 | 19 | 17 | 17 | 17 | 16 | 17 | 18 | 19 | 18 | 18 | 19 | 20 | 20 | 20 | 20 | 20 | 20 | 20 | 20 | 20 | 20 | 20 | 20 | 20 | 20 | 20 | 20 | 20 | 20 | 20 |

Legenda:

Luogo: C = Casa; T = Trasferta. Risultato: V = Vittoria; N = Pareggio; P = Sconfitta.